# Camera dei comuni (Regno Unito)
La Camera dei comuni (in inglese: House of Commons) è la camera bassa del Parlamento del Regno Unito, di cui è il ramo dominante.
La Camera dei comuni è eletta a suffragio universale e diretto, e si compone di 650 membri che assumono il titolo di "membri del Parlamento" (Members of Parliament, abbreviato in MPs).
La Camera dei comuni è eletta con il sistema maggioritario.
I suoi membri durano in carica fino a che la Camera non viene sciolta per le nuove elezioni, cosa che avviene entro un massimo di cinque anni dall'ultima elezione. Ogni membro è eletto in un collegio elettorale (denominato in inglese "constituency") e lo rappresenta.
Sede della Camera dei comuni è il Palazzo di Westminster, a Londra. È l'unico luogo di tutto il Regno Unito in cui, per tradizione, al sovrano non è consentito mettere piede.

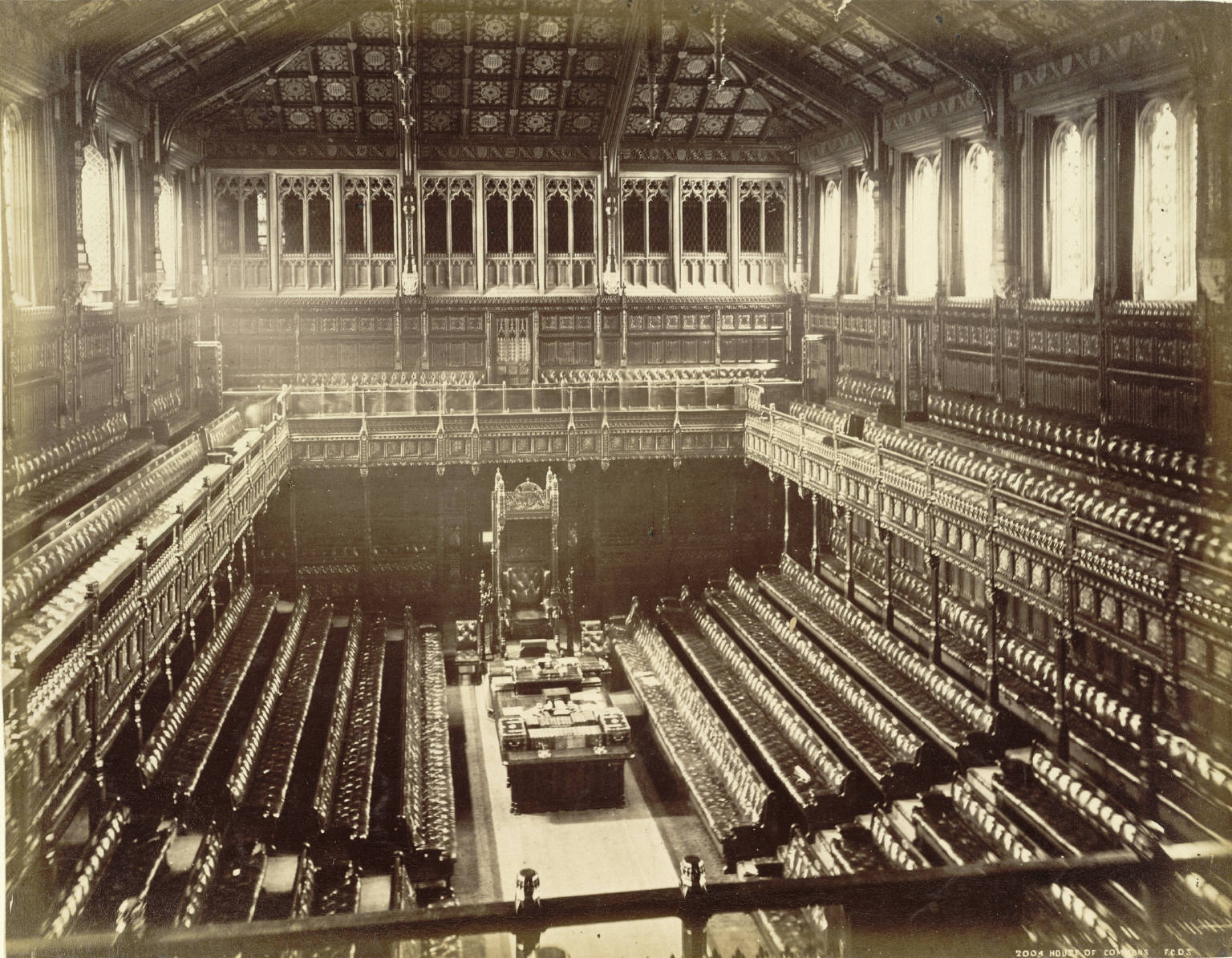
L'aula della Camera dei Comuni nella seconda metà del 1800.

## Storia
Il Parlamento costituisce un'evoluzione del consiglio che assisteva il monarca durante il Medioevo. Tale consiglio reale, che si riuniva per breve tempo, includeva ecclesiastici, nobili, come pure rappresentanti delle varie contee (noti come "knights of the shire"). La sua funzione principale, a partire dalla Magna Charta libertatum, era quella di approvare i tributi proposti dalla Corona. In molti casi, peraltro, il consiglio domandava che si desse rimedio alle lagnanze presentate dal popolo prima di procedere al voto sulla tassazione. In questo modo, il consiglio cominciò ad attribuirsi potestà legislative.
Nel Model Parliament del 1295, cominciarono a essere ammessi anche i rappresentanti dei vari boroughs, incluse le città. Divenne così in uso che ogni contea inviasse due cavalieri e ogni borough due cittadini. Sulle prime, i rappresentanti "borghesi" erano praticamente privi di poteri. Infatti, mentre la rappresentanza delle contee era fissa, il re aveva il potere di concedere o ritirare a suo piacimento il diritto di voto ai boroughs. Ogni dimostrazione di indipendenza da parte dei rappresentanti di una città poteva comportare l'esclusione della città stessa dal parlamento. I "cavalieri" in rappresentanza delle contee godevano di una posizione migliore, anche se erano comunque meno potenti dei membri aristocratici. Questo parlamento era ancora monocamerale. La divisione in due camere avvenne nel 1341, durante il regno di Edoardo III: i cavalieri e i borghesi formarono la Camera dei comuni, mentre i rappresentanti di nobiltà e clero entrarono a far parte della Camera dei lord.
Sebbene rimanessero subordinati alla Corona e ai lord, i comuni cominciarono ad agire in maniera più indipendente. Durante il Good Parliament (1376), il presidente della Camera dei comuni, Sir Peter de la Mare, si lamentò della tassazione eccessivamente elevata, domandò un rendiconto delle spese reali e criticò la gestione dell'esercito da parte del re. I comuni cominciarono anche a porre in stato d'accusa alcuni ministri del sovrano. Il coraggioso presidente venne imprigionato, ma riacquistò presto la libertà, dopo la morte di Edoardo III. Sotto il suo successore Riccardo II, i comuni ricominciarono a mettere in stato d'accusa i ministri della Corona che avevano compiuto scorrettezze. I comuni sostenevano infatti che non solo dovevano controllare la tassazione, ma pure le spese pubbliche. Nonostante l'accresciuta autorità, comunque, il potere della camera bassa rimaneva decisamente inferiore rispetto a quello della Camera dei lord e della Corona.
L'influenza della Corona aumentò ulteriormente a seguito delle guerre civili del tardo XIV secolo, che diminuirono alquanto il potere della nobiltà. Durante gli anni seguenti, entrambe le camere persero potere e venne così ripristinata l'assoluta supremazia del sovrano. Tale preminenza aumentò ulteriormente durante il periodo della dinastia Tudor, nel XVI secolo. L'avvento degli Stuart, nel 1603, in qualche modo determinò un'inversione di tendenza. I primi due re di casa Stuart, Giacomo I e Carlo I, entrarono spesso in conflitto coi comuni, su materie come le imposte, la religione e i poteri regi.
Le divergenze tra Carlo I e il Parlamento si accrebbero a tal punto da portare alla guerra civile, vinta dalle armate parlamentari. Nel dicembre 1648, l'esercito parlamentare, comandato da Oliver Cromwell, epurò la Camera dei comuni dagli elementi moderati o monarchici. Fu il primo e unico caso di colpo di Stato militare nella storia inglese, che preparò la strada all'esecuzione di Carlo I e all'abolizione della camera alta. Il parlamento ritornò quindi monocamerale e composto solo dai membri dei comuni approvati dall'esercito. Quando le figure guida del parlamento cominciarono a contrapporsi ai comandanti militari su questioni concernenti la politica del governo e la maniera di tenere le elezioni, Cromwell decise di licenziare i parlamentari e instaurare la dittatura (1653).
Dopo la morte di Cromwell, avvenuta nel 1658, la monarchia e la Camera dei lord vennero restaurate, assieme ai comuni nel 1660. L'influenza della Corona era stata, comunque, ridimensionata in via definitiva e ricevette un altro colpo nel 1688 quando, nel corso della Gloriosa rivoluzione, venne deposto re Giacomo II.
Fra il XVII e il XVIII secolo la figura del Primo lord del tesoro compì la sua evoluzione, imponendosi all'interno del governo e venendo a identificarsi con quella del Primo ministro. Ben presto si affermò anche la concezione moderna secondo cui un governo può rimanere in carica fino a che gode della fiducia parlamentare. Nel 1782 un'esplicita mozione di sfiducia, per la cattiva gestione della guerra contro i coloni americani provocò le dimissioni del governo di Lord North (a seguito delle quali si prese atto della vittoria della Rivoluzione Americana). Peraltro, solo più tardi si affermò il principio secondo cui è necessaria unicamente la fiducia dei comuni e anche la convenzione costituzionale, secondo cui il Primo Ministro viene scelto tra i membri della Camera bassa e non tra i Lord, si consolidò lentamente.

La Camera dei comuni nei primi anni del XIX secolo

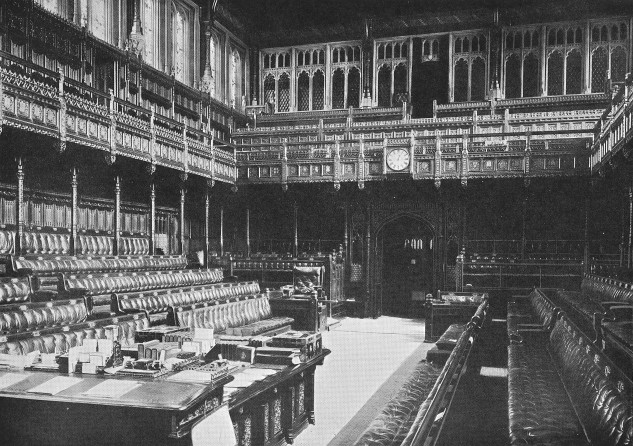
La vecchia aula della Camera dei comuni costruita da Charles Barry venne distrutta dai bombardamenti tedeschi della seconda guerra mondiale. Quando l'aula venne ricostruita, si conservarono le linee essenziali del progetto originario

La Camera dei comuni affrontò un periodo di importanti riforme nel corso del XIX secolo. La Corona aveva esercitato in maniera irregolare il suo diritto di attribuire o togliere la rappresentanza parlamentare ai vari boroughs e la rappresentanza degli stessi presentava una serie di gravi anomalie. I confini dei collegi elettorali non erano stati cambiati dal 1660 e così molte città un tempo importanti, ma che nel XIX secolo si erano ormai ridotte all'irrilevanza, continuavano a conservare i loro antichi diritti di eleggere due membri dei comuni per ognuna. I più famosi di questi, che venivano chiamati "borghi putridi" (rotten boroughs) erano Old Sarum che, con sei elettori, eleggeva due parlamentari e Dunwich, centro franato nel mare. Allo stesso tempo, grandi città come Manchester non avevano una rappresentanza propria, anche se i loro residenti con diritto di voto potevano partecipare alle elezioni per il seggio della corrispondente contea (per Manchester, il Lancashire). Altra nota distorsione del sistema elettorale era rappresentata dai borghi tascabili (pocket boroughs), piccoli collegi controllati da ricchi proprietari terrieri o aristocratici, i cui protetti inevitabilmente finivano per aggiudicarsi il seggio.
I comuni tentarono di risolvere queste storture con una legge di riforma nel 1831. Sulle prime, la Camera dei lord si dimostrò contraria ad approvare la riforma, ma fu costretta a cedere quando il Primo ministro Charles Grey suggerì al re, Guglielmo IV di nominare un certo numero di Pari favorevoli alla riforma. Prima che il re intraprendesse tale azione, i Lord approvarono la riforma nel 1832. Il Reform Act del 1832, noto anche come "Great Reform Act" abolì i borghi putridi, stabilì requisiti di voto uniformi per i boroughs e garantì una rappresentanza alle città più popolose. Vennero comunque mantenuti molti borghi tascabili. Negli anni seguenti, i comuni accrebbero la loro importanza, mentre l'influenza dei lord era stata danneggiata dalla crisi sorta a seguito della legge di riforma e il potere dei "titolari" di borghi tascabili era stato ridotto. I lord diventarono sempre più riluttanti a respingere proposte di legge approvate a larga maggioranza dai comuni e venne accettato il principio politico secondo cui il governo può reggersi col supporto della sola Camera bassa.
Durante la seconda metà del XIX secolo vennero introdotte altre riforme. Il Reform Act del 1867 abbassò i requisiti patrimoniali per accedere all'elettorato attivo nelle città, ridusse la rappresentanza parlamentare per i centri minori e attribuì seggi a diverse città industriali in crescita. L'elettorato venne ulteriormente esteso con il Representation of the People Act del 1884, che abbassò i requisisti patrimoniali per votare nelle contee (ossia, per i seggi che rappresentavano le zone rurali). Il Redistribution of Seats Act dell'anno seguente generalizzò la figura del collegio uninominale, abolendo la figura dei collegi che erano rappresentate da più parlamentari.
Un'altra fase importante si ebbe all'inizio del XX secolo. Nel 1908, il governo liberale di Herbert Henry Asquith introdusse una serie di programmi sociali che, assieme alla corsa agli armamenti con la Germania, costrinsero lo stato a un incremento della tassazione. Nel 1909, il Cancelliere dello Scacchiere David Lloyd George, introdusse il "People's Budget", in cui si proponeva una nuova imposta, che avrebbe inciso sui proprietari terrieri più ricchi. La misura, piuttosto impopolare, non passò alla Camera dei lord, dominata dai Conservatori. Nel gennaio 1910 i Liberali vinsero nuovamente le elezioni, dopo una campagna in cui il tema dei poteri attribuiti alla Camera dei lord era stato al centro del dibattito. Asquith propose quindi che i poteri della Camera alta venissero severamente limitati.
L'approvazione della legge venne brevemente interrotta dalla morte di Edoardo VII, ma ricominciò subito sotto il nuovo re Giorgio V. Dopo le elezioni del dicembre 1910 il governo Asquith si assicurò che passasse la legge riduttiva dei poteri attribuiti alla House of Lords. Il Primo ministro propose, con l'assenso del re, la nomina di 500 nuovi Pari liberali, nel caso in cui i lord non approvassero la riforma (come s'è visto, fu lo stesso espediente utilizzato nel 1832). Il Parliament Act del 1911 eliminò quindi la parità legislativa tra le due camere del parlamento. La Camera dei lord ebbe unicamente il potere di ritardare le proposte legislative per un massimo di tre sessioni parlamentari o due anni (Termini ridotti a due sessioni o un anno solare con il Parliament Act del 1949). Dopo queste due riforme, la Camera dei comuni è diventata la più potente del parlamento, sia di fatto sia nel diritto.
Il 22 aprile 2020, a seguito dell'emergenza del COVID-19, la Camera dei Comuni si è riunita per la prima volta nella sua storia in modalità virtuale per il question time quotidianamente rivolto all'esecutivo e per la discussione delle modifiche al regolamento della Camera, che avrebbero dovuto consentire la prosecuzione dei lavori fino al termine dell'emergenza. La seduta è durata alcune ore, con la presenza di 50 deputati in aula e di altri 150 collegati da remoto, mentre era ancora aperto il dibattito in merito all'utilizzo della call conference anche in sede deliberante, per il voto degli emendamenti e dei testi di legge definitivi.

## Durata della legislatura
Le elezioni generali avvengono quando il Parlamento è sciolto dal Sovrano.
Il Parlamento può essere sciolto con proclama reale in qualsiasi momento, anche se - con l'affermarsi della forma di governo parlamentare, dal XIX secolo - il monarca agisce in tal senso solo quando ne riceve richiesta dal primo ministro; la natura consuetudinaria di questa prassi è stata riconosciuta nei princìpi Lascelles, i quali, però, non prevedono alcun automatismo.

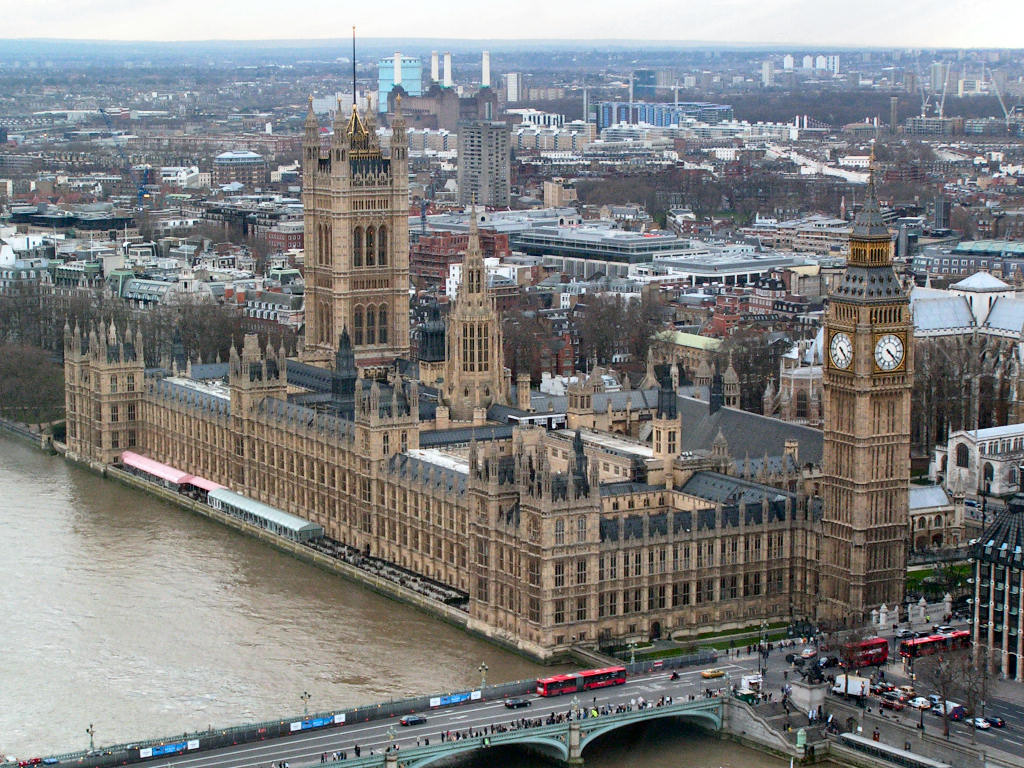
Il Palazzo di Westminster, sede del parlamento del Regno Unito

È vigente soltanto un termine massimo di durata della legislatura, che per il Septennial Act 1715 originariamente non poteva eccedere i sette anni da quando la Camera era stata convocata la prima volta; questo periodo è stato ridotto a cinque anni dal Parliament Act 1911 (ai sensi del quale una legge apposita poteva prolungarne il termine, ma doveva essere approvata da entrambe le Camere e doveva ricevere l'approvazione del Sovrano; la Camera dei lord aveva il diritto di veto su una tale proposta legislativa).
In base al Fixed-term Parliaments Act 2011, dal 2011 al 2022, le elezioni anticipate potevano essere indette solo se richieste dalla Camera dei comuni tramite mozione approvata a maggioranza dei due terzi dei propri membri, oppure se il governo in carica veniva sfiduciato e non ne veniva scelto uno nuovo entro quattordici giorni. Nel 2022 il Fixed-term Parliaments Act 2011 è stato abrogato dal Dissolution and Calling of Parliament 2022.

## Elezioni per il rinnovo della Camera
Dal 1948, ogni componente della Camera rappresenta un solo collegio elettorale (constituency). In teoria rimane una distinzione tra county constituencies e borough constituencies, ma il suo unico effetto pratico è quello di differenziare la somma di denaro che i candidati sono autorizzati a spendere durante le campagne elettorali. I confini dei collegi elettorali sono determinati da quattro commissioni indipendenti (Boundary Commissions), una ciascuno per Inghilterra, Scozia, Galles e Irlanda del Nord. Le commissioni revisionano regolarmente i confini dei collegi a scadenze che vanno dagli 8 ai 12 anni. Nel tracciare i confini devono in genere tenere conto dei confini tra enti locali, ma possono derogarvi, per evitare grandi disparità di popolazione tra i singoli collegi. Le proposte delle commissioni sono soggette all'approvazione parlamentare, ma non possono essere emendate. Dopo la prossima revisione generale dei collegi, le Boundary Commissions saranno assorbite in un'unica Commissione elettorale, istituita nel 2000. Al giorno d'oggi, il Regno Unito è diviso in 650 collegi, 533 in Inghilterra, 40 nel Galles, 59 in Scozia e 18 nell'Irlanda del Nord.
La data delle elezioni è sempre un giovedì e scelta dal Sovrano, ma tradizionalmente le elezioni si tengono il primo giovedì di maggio. Ogni candidatura deve essere supportata dalle firme di almeno dieci elettori registrati nel collegio. Il candidato deve pure depositare la somma di 500 sterline, che gli saranno restituite nel caso ottenga almeno il cinque per cento dei voti espressi. Ogni collegio, lo si è visto, elegge un parlamentare. Il sistema elettorale è di tipo maggioritario a turno unico. Non possono diventare parlamentari i minori, i membri della Camera dei lord, i carcerati e le persone non sane di mente. Per votare, è necessario essere residenti nel Regno Unito, come pure cittadini britannici, di un Territorio britannico d'oltremare, della Repubblica d'Irlanda, o di un paese membro del Commonwealth. I cittadini britannici che vivono all'estero possiedono il diritto di voto per quindici anni, a far tempo dal loro trasferimento fuori dai confini nazionali. Nessuno può votare in più di un collegio.
Una volta eletti, i membri della camera normalmente continuano a occupare il seggio fino alle elezioni successive. Se un parlamentare muore in mandato o perde i requisiti previsti, il suo seggio diviene vacante. È pure possibile che la Camera dei comuni espella un suo membro, ma questo può avvenire solo in casi particolari, in gravi casi di cattiva condotta o per attività criminali. In ogni caso, nel collegio cui si riferisce il seggio si tengono elezioni suppletive, ancora, sempre un giovedì.
Il termine "membro del parlamento" (Member of Parliament), abbreviato in "MP", di regola, è usato solo per i membri della Camera dei comuni, anche se pure la Camera dei lord fa parte del parlamento.

### Requisiti per l'elezione a parlamentare
I requisiti che devono essere posseduti dai parlamentari sono abbastanza numerosi. Il primo è quello dell'età. Fino all'Electoral Administration Act del 2006, il parlamentare non poteva avere meno di 21 anni. Oggi tale limite è stato abbassato a diciotto anni. Come si è accennato sopra, è richiesta la cittadinanza del Regno Unito, oppure quella di un territorio d'oltremare, della Repubblica d'Irlanda o di un paese del Commonwealth. Queste restrizioni furono introdotte nel 1981, ma in passato le norme sull'eleggibilità furono anche più stringenti. Sotto il vigore dell'Act of Settlement, solo i sudditi dalla nascita erano qualificati a sedere in parlamento. I membri della Camera dei lord non possono sedere ai comuni e neppure possono votare alle elezioni parlamentari. Possono però assistere ai dibattiti della Camera.
Una persona non può essere membro dei comuni se è stata colpita da alcune limitazioni alla capacità di agire comminate dalle leggi sulla bancarotta. Pure i malati di mente non possono occupare un seggio. La malattia mentale di un membro dei comuni deve essere certificata al presidente da due specialisti, prima che esso sia dichiarato decaduto. Un precedente di common law risalente al XVIII secolo, stabilisce che il "sordo e muto" è ineleggibile alla Camera bassa. Questo precedente, peraltro, non è stato applicato in anni recenti. Jack Ashley rimase in parlamento per 25 anni dopo essere divenuto completamente sordo.
Non possono sedere in parlamento coloro che siano stati condannati per alto tradimento, fino a che non abbiano scontato la pena o abbiano ricevuto il perdono Reale. Inoltre è ineleggibile chiunque stia scontando una pena detentiva uguale o superiore a un anno. Infine, il Representation of the People Act (1983) rende ineleggibili per dieci anni coloro che siano stati condannati per alcuni reati collegati alle elezioni.
Altre clausole d'ineleggibilità sono elencate nell'House of Commons Disqualification Act (1975): giudici dei Tribunali superiori, funzionari del civil service, appartenenti alle forze armate regolari, membri di parlamenti esteri (esclusi quelli della Repubblica d'Irlanda e dei paesi del Commonwealth) e soggetti investiti di alcuni uffici della Corona. Ai Ministri, sebbene siano ufficiali della Corona pagati, questa fattispecie d'ineleggibilità non si applica.
La regola per cui certi ufficiali della Corona non possono essere parlamentari viene utilizzata per aggirare una risoluzione adottata dai comuni nel 1623, che impedisce ai parlamentari di rinunciare ai loro seggi. Così, un membro della Camera che intende dimettersi può richiedere di essere nominato a due uffici cerimoniali della Corona: quello di Crown Steward and Bailiff of the Chiltern Hundreds, oppure di Crown Steward and Bailiff of the Manor of Northstead. Questi uffici non comportano in realtà alcun dovere e sono tenuti in vita solamente per permettere ai membri della Camera dei comuni di dimettersi. Il Cancelliere dello Scacchiere, responsabile della nomina, per convenzione non la rifiuta mai a un parlamentare che intende lasciare il seggio.

## Organi interni

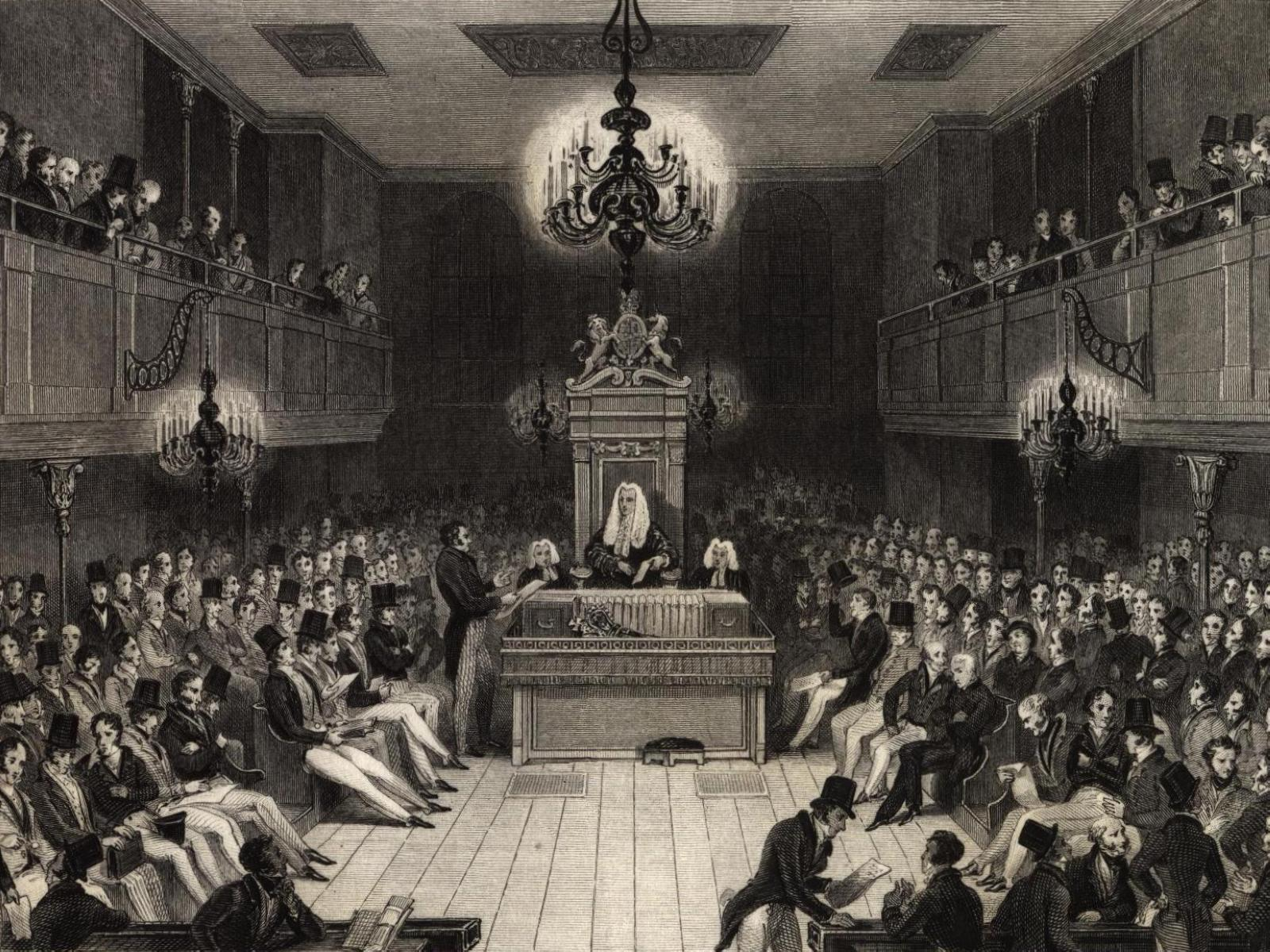
Il presidente presiede le sedute della Camera, come si vede in questa stampa, che commemora l'incendio del 1834, in cui venne distrutta gran parte del palazzo di Westminster

La Camera elegge un presidente, conosciuto come Speaker, all'inizio di ogni legislatura. Se il presidente uscente cerca di ottenere un nuovo mandato, la Camera può rieleggerlo semplicemente approvando una mozione. Altrimenti, si tiene uno scrutinio segreto. Il presidente eletto non può insediarsi ufficialmente prima di essere approvato dal Sovrano. Il presidente è assistito da tre vice presidenti (deputy speakers), il più anziano dei quali detiene il titolo di Chairman of Ways and Means. Gli altri due vice presidenti sono noti come First (o Second) Deputy Chairman of Ways and Means. Questi titoli derivano dal Committee of Ways and Means, un organo di cui un tempo era a capo il vicepresidente più anziano. Anche se detto comitato è stato soppresso nel 1967, i titoli tradizionali per i tre vicepresidenti sono stati mantenuti.
Il Segretario è sia il principale consulente della Camera in materie procedurali, sia il primo dirigente dell'amministrazione della stessa. È un funzionario di carriera. Il Segretario consiglia quindi il presidente riguardo alle regole della procedura parlamentare, firma gli ordini e le comunicazioni ufficiali, approva gli ordini di pagamento. Presiede il Board of Management, composto dai capi dei sei dipartimenti in cui si riparte l'amministrazione della Camera. 
Il vice segretario è noto come Clerk Assistant. Un altro ufficiale della Camera è il "sergente d'armi" (Serjeant-at-Arms), le cui incombenze includono il mantenimento dell'ordine e della sicurezza negli edifici della Camera. Ogni giorno il sergente d'armi pone la mazza cerimoniale, simbolo dell'autorità della Corona e della Camera dei comuni, di fronte al presidente, sul tavolo al centro dell'aula, dove rimane per il corso della seduta. C'è illegale d'avere un dibattito nella Camera se la mazza è assente. Il bibliotecario è capo della Biblioteca, branca della Camera dedicata alla ricerca e al reperimento di informazioni.
Lo Speaker è anche il presidente della House of Commons Commission, che sovraintende all'andamento dell'Amministrazione della Camera.
Il presidente (o il vice presidente) presiede la seduta da una poltrona posta di fronte alla Camera, controllando i dibattiti e concedendo la parola ai parlamentari. Nell'esercizio della presidenza, il presidente o il suo vice può indossare una toga nera cerimoniale, mentre l'uso della parrucca è stato recentemente abbandonato a partire dalla presidente Betty Boothroyd.
Se un parlamentare ritiene che una regola sia stata violata, può avanzare un'interpellanza su cui il presidente decide senza possibilità di appello. Il presidente ha anche il potere di sanzionare i parlamentari che non osservano le regole della Camera. Quindi, il presidente ha decisamente più poteri rispetto al suo omologo alla Camera dei lord, il lord presidente, che non ha poteri disciplinari. Per una consuetudine costituzionale, il presidente e i vice non votano e non partecipano all'attività politica di qualsiasi partito. Per convenzione, i maggiori partiti non presentano altre candidature nel collegio in cui un presidente tenta di essere rieletto.

## Emolumenti
Dal XVII secolo i membri del parlamento non erano pagati, mentre i membri del governo hanno sempre ricevuto uno stipendio. Gran parte degli eletti ai comuni disponevano di grosse rendite private, anche se qualcuno otteneva supporto finanziario da ricchi sostenitori. I primi parlamentari Laburisti ricevevano un salario dai sindacati, ma questa pratica fu dichiarata illegale da una sentenza della Camera dei lord nel 1910. Conseguentemente, nel Parliament Act del 1911 si introdusse uno stipendio per i parlamentari.
Ciascun parlamentare, oggi, percepisce uno stipendio annuale, che ora ammonta a 59.095 sterline. A esso si possono aggiungere stipendi supplementari, collegati ad altre funzioni che il parlamentare svolge (ad esempio, la speakership). 
Gran parte dei parlamentari ricevono anche da 100.000 a 150.000 sterline annue a titolo di rimborso spese (per i costi degli assistenti, le spese postali e di viaggio, il mantenimento di una casa nella capitale per coloro che provengono da fuori Londra, ecc.). Intorno a queste spese è esploso lo scandalo scoperchiato dal Daily Telegraph nel 2009. L'attenzione per il problema è rimasta alta ed ha determinato inchieste giornalistiche anche negli anni successivi, oltre ad estendersi anche ad altri profili della vita interna di Westminster, ivi compresa quella dei Lord.

## Procedura parlamentare
Come i lord, anche la Camera dei comuni si riunisce al Palazzo di Westminster, a Londra. L'aula dei comuni è relativamente piccola e decorata modestamente di verde, in contrasto con quella, grande e lussuosamente arredata di rosso, in cui si radunano i lord. I deputati si siedono su banchi disposti sui due lati dell'aula. Questa impostazione deriva dalla St Stephen's Chapel, che ospitava i comuni prima di essere distrutta da un incendio nel 1834. La poltrona del presidente è a un'estremità dell'aula. Di fronte si trova la Tavola della Camera, su cui rimane la Mazza cerimoniale. I Segretari siedono a una delle estremità della Tavola, vicino al presidente, in modo da consigliarlo sulla procedura, qualora ciò fosse necessario. I parlamentari che sostengono il governo in carica siedono sui banchi alla destra del presidente, mentre i membri dell'opposizione occupano quelli a sinistra. 
Una linea rossa è tracciata sul tappeto di fronte a ogni fila di banchi e, per tradizione, ai parlamentari non è consentito attraversare la linea durante i dibattiti. Si dice che le due linee rosse siano separate dalla distanza equivalente a due lame di spada, per impedire a un parlamentare di attaccare un avversario. In realtà, questa è solo una leggenda. I ministri in carica e i più importanti leader dell'opposizione siedono sulle prime file (e sono noti come "frontbenchers", mentre i parlamentari meno importanti sono detti "backbenchers"). Stranamente, nell'aula non c'è posto per tutti. I posti a sedere sono, infatti, solo 427, per 646 parlamentari. I deputati che arrivano in ritardo devono quindi stare in piedi vicino all'entrata, se vogliono seguire il dibattito. La Camera è in seduta ogni giorno dal lunedì al giovedì e, qualche volta, anche di venerdì. Solo in casi di emergenza nazionale le riunioni si prolungano nei fine settimana.
Le sedute della Camera sono aperte al pubblico che è accolto in apposite tribune, ma in qualsiasi momento essa può decidere mediante un voto di riunirsi a porte chiuse. Questa eventualità si è verificata due volte dal 1950. Per tradizione, un parlamentare che intendeva proporre una seduta a porte chiuse può urlare "I spy strangers" e la mozione veniva messa immediatamente al voto. In passato, quando le relazioni tra i comuni e la Corona erano difficili, questa procedura veniva utilizzata per tutelare la riservatezza dei dibattiti. Con l'andar del tempo essa cominciò a essere usata per fini ostruzionistici e venne quindi abolita nel 1998. Ora, i parlamentari che intendono rendere riservata la seduta devono presentare una mozione formale in tal senso. I dibattiti pubblici sono trasmessi per radio e televisione da un'apposita struttura della BBC, BBC Parliament e sono trascritti nel Registro, denominato Hansard.
Le sessioni, essendo pubbliche, sono state a volte interrotte da dimostranti, che hanno anche lanciato oggetti nell'aula. Anche tra i parlamentari si annoverano noti "disturbatori". Nel 1976, ad esempio, il conservatore Michael Heseltine, durante un dibattito surriscaldato, afferrò e brandì la Mazza della Camera. Il più famoso episodio d'interruzione fu probabilmente quello causato da Carlo I che, nel 1642, irruppe nell'aula con i suoi armigeri per arrestare cinque parlamentari, con l'accusa di alto tradimento. Da questo episodio, visto come un attentato al privilegio della Camera, nacque la norma consuetudinaria secondo cui al sovrano non è consentito mettere piede ai comuni.
Ogni anno la sessione parlamentare ha inizio con la cerimonia dello State Opening of Parliament, tenuta nell'aula dei lord. In essa il sovrano tiene un discorso, davanti ai membri delle due camere, in cui si tracciano le linee dell'agenda legislativa proposta dal governo in carica. Il trasferimento dei deputati nell'aula dei lord avviene con formalità particolari. Il Gentleman Usher of the Black Rod, un ufficiale della House of Lords, è responsabile della convocazione dei membri della Camera.
Appena arriva all'aula dei comuni, le porte della stessa gli vengono chiuse in faccia, a simboleggiare il diritto della Camera bassa a discutere senza interferenze. Il Gentleman Usher bussa allora tre volte, con l'apposito scettro (Black Rod). Viene quindi ammesso all'aula, dove annuncia ai deputati che sono attesi dal sovrano. I deputati si avviano allora verso la Camera dei lord, dove assisteranno al discorso reale.
Durante i dibattiti, i parlamentari possono prendere la parola solo se invitati dal presidente (o dal vicepresidente, se la presidenza non è in quel momento occupata dal presidente). Tradizionalmente la presidenza concede la parola alternativamente a un membro della maggioranza governativa e a uno dell'opposizione. Il Primo ministro, il Capo dell'opposizione e gli altri parlamentari più importanti di entrambi gli schieramenti hanno di solito la precedenza. Un tempo, tale precedenza era accordata anche ai membri del Privy Council, ma questa tradizione è stata abrogata dalla riforma della procedura dei comuni del 1998.
I discorsi dei deputati sono indirizzati alla presidenza, usando formule come "Mr Speaker" "Madam Speaker" "Mr Deputy Speaker" oppure "Madam Deputy Speaker". Solo al presidente è consentito rivolgere la parola, mentre agli altri deputati ci si riferisce in terza persona. Per tradizione, durante i dibattiti non ci si riferisce agli altri membri indicandoli per nome, bensì facendo riferimento al collegio elettorale che rappresentano, usando espressioni come "the Honourable Member for [nome del collegio]" o, nel caso di membri del Privy Council, "the Right Honourable Member for [nome del collegio]". Più spesso, ci si riferisce l'un l'altro con l'espressione "my Honourable friend".
Il presidente sorveglia la seduta e può richiamare all'ordine o sanzionare i parlamentari che non seguono le norme di procedura. Non osservare le istruzioni del presidente è considerata una violazione grave, che può portare alla sospensione dalla Camera. In caso di gravi disordini, il presidente può aggiornare la seduta senza richiedere alcun voto sulla decisione.
Non è stabilito un limite di tempo per le discussioni. Il presidente può, comunque, ordinare a un parlamentare che sta facendo un discorso irrilevante e ripetitivo di chiudere il suo intervento.
Peraltro, accordi informali tra i partiti stabiliscono il tempo dedicato al dibattito su una particolare mozione. La Camera può anche approvare mozioni che limitino il tempo dei dibattiti (cosiddette "Allocation of Time Motions" o "Guillotine Motions") o anche ne sanciscano l'immediata interruzione. Il presidente può negare la mozione se ritiene che danneggi i diritti della minoranza. Oggi, in ogni modo, le proposte di legge vengono presentate seguendo una determinata scansione temporale, approvata da tutta la Camera, evitando così l'uso della Guillotine.

### Esplicative
1. ↑  Fattualmente, il primo Vice-Speaker per convenzione. I vice di quest’ultimo, a sua volta, sono detti semplicemente Deputy Presidents of Ways and Means e sono due. Attualmente, dal 23 luglio 2024, essi sono:
  - Judith Cummins
  - Caroline Nokes
2. ↑  Comprende, nelle liste del Partito Laburista e Co-Operativo, anche 43 rappresentanti supportati dal Partito Co-Operativo.
3. ↑  Nei sistemi parlamentari basati sul Sistema Westminster viene fatta una divisione fra opposizione ufficiale (composta dal maggior partito d’opposizione e incaricata di formare il cosiddetto “Governo ombra”, ossia un gabinetto non ufficiale e privo di poteri effettivi composto di membri dell’opposizione incaricati ciascuno di supervisionare da vicino l'azione dei singoli ministri in carica) e gli altri partiti, che formano una regolare opposizione.
4. ↑  I partiti in questa categoria si astengono da tutte le votazioni, non favorendo né l'opposizione né il Governo in carica, poiché non partecipano alle sedute parlamentari.
5. ↑  Enunciati formalmente soltanto nel 1950 da Sir Alan Lascelles, segretario privato di re Giorgio VI, sotto lo pseudonimo di "Senex" (in una lettera al direttore del Times, pubblicata il 2 maggio 1950), questi precetti costituirebbero una vera e propria convenzione costituzionale; per essa, il Sovrano potrebbe legittimamente opporre un rifiuto alla richiesta del premier di sciogliere la Camera se i seguenti tre requisiti sono soddisfatti: il Parlamento esistente è ancora vital, viable, and capable of doing its job (vitale, funzionante e capace di adempiere al suo compito) ; se un'elezione generale andrebbe a detrimento dell'economia nazionale; se il monarca può confidare nella possibilità di trovare un altro primo ministro, in grado di governare per un reasonable period with a working majority in the House of Commons (periodo ragionevole con una maggioranza funzionale nella Camera dei Comuni). La precettistica sarebbe stata elaborata a Buckingham Palace già sotto il regno di Giorgio V, che l'avrebbe tratta dall'esperienza maturata nel 1910 (quando invece cedette alla richiesta del governo), giudicata retrospettivamente in modo negativo

### Fonti
1. ↑  (EN) State of the parties, su members.parliament.uk.
2. ↑  In realtà il Palazzo (e quindi anche l'aula di questa Camera) continua ad essere legalmente di proprietà della Corona, ma dopo la guerra civile e soprattutto dopo la rivoluzione del 1688 tale prassi si è consolidata. Invero, propriamente le riunioni delle Camere in seduta comune per la cerimonia di apertura del Parlamento del Regno Unito alla presenza del Sovrano si svolgono da sempre fuori dalla Camera bassa, sia per le sue dimensioni sia perché così sono i rappresentanti del popolo a stare in piedi mentre il Sovrano e i Lord sono seduti. A.Grass, Westminster Palace, Londra, 1956, p.23 e p. 31
3. ↑   Coronavirus: Matt Hancock statement on Covid-19 response, 22 aprile 2020. Ospitato su archivi.us.
4. ↑   Causa coronavirus anche la seduta del Parlamento Gb è virtuale, su today.it, Askanews, 22 aprile 2020.
5. ↑   (EN) Coronavirus: MPs debate virtual Parliament proposals, UK Parliament, 21 aprile 2020. Ospitato su archive.us.
6. ↑  (EN)  Caroline Morris, Parliamentary Elections, Representation and the Law, Hart Publishing, 2012, 196
7. ↑  La legge aveva ricevuto l'assenso reale il 15 settembre 2011
8. ↑  Roberts, Andrew. "The British Political Crisis: the 'expenses scandal' has rocked Westminster, and rightly so, but the greater threat it poses is to Britain's venerable political system." Commentary no. 2 (2009): 33.
9. ↑  v. Giampiero Buonomo, Rappresentare il popolo: una scelta difficile, in L'Ago e il filo, agosto 2011.
10. ↑  v. http://www.repubblica.it/economia/2013/09/13/news/gb_torna_lo_scandalo_spese_per_i_deputati_della_regina-66457342/ ; "Andy Burnham claims [pounds sterling]17,000 a year on expenses for London flat; Labour leader candidate charges taxpayer to cover rent despite owning a property in walking distance to Westminster." The Telegraph Online 2015.
11. ↑  "Inside Politics: New Expenses Scandal Casts a Winter Chill Over Westminster's Wilder Financial Probity." The Scotsman 2013.
12. ↑  Iain, Martin. "MPs' expenses: A scandal that will not die; Five years on, politics is still tainted by the expenses crisis. Even many MPs believe that only a radical initiative will convince voters that Westminster has really changed." Daily Telegraph, The/The Sunday Telegraph: Web Edition Articles (London, England) 13 Apr. 2014.
13. ↑  Lord Hanningfield charged with expenses fraud; The former Tory peer will appear before Westminster Magistrates' Court on October 29, charged with false accounting. The Telegraph Online [serial online]. 2015.
14. ↑  Shepherd, Robert. Westminster: A Biography: From Earliest Times To The Present. London: Bloomsbury, 2012.
15. ↑  Camillo Benso conte di Cavour, Sul contegno del pubblico in Parlamento, «Il Risorgimento», Anno I, numero 273 del 15 novembre 1848.
16. ↑  James Lochrie. Meeting Procedures: Parliamentary Law and Rules of Order for the 21st Century, 2003, ISBN 0-8108-4423-0.